# Менка (приток Чибитки)
Менка (устар. Мюэнь) — река в России, протекает по Республике Алтай. Устье реки находится в 6 км по левому берегу реки Чибитка. Длина реки составляет 10 км.

## Данные водного реестра
По данным государственного водного реестра России относится к Верхнеобскому бассейновому округу, водохозяйственный участок реки — Катунь, речной подбассейн реки — Бия и Катунь. Речной бассейн реки — (Верхняя) Обь до впадения Иртыша.

## Описание и характер течения
Менка протекает через небольшую равнину, которая тянется от поселка Акташ и до опор недостроенной ГЭС на этой же реке. В районе Гейзерного Озера река разливается в ширину и ее пересекают деревянные мостки, по которым туристы добираются до самого озера.